# Mã Minh Cẩm
Mã Minh Cẩm (* 3. September 1975 in Vietnam) ist ein vietnamesischer Karambolagespieler.

## Karriere
Seinen ersten Podestplatz bei internationalen Turnieren sicherte er sich 2013 in Inchon bei den Asian Indoor & Martial Arts Games im Einband mit einer Bronzemedaille. Im Mai 2016 kam Ma erstmals beim vor heimischem Publikum in Ho-Chi-Minh-Stadt beim Weltcup ins Viertelfinale. Im Spiel gegen den mehrfachem Weltmeister Dick Jaspers aus den Niederlanden stand es Unentschieden, im anschließenden Penaltyschießen konnte er nur 1:3 Punkte erzielen. Sein bisher größter Erfolg war, ebenfalls Bronze, bei der Dreiband-Weltmeisterschaft 2017 im bolivianischen Santa Cruz und ein neuer Weltrekord im Generaldurchschnitt (GD) von 2,123. Von dort aus flog er in die USA nach Houston, Texas, spielte beim USBA Open Tournament mit und gewann dieses. Im Finale schlug er den US-Amerikaner Pedro Piedrabuena. Dritte wurden seine Landsleute Dương Anh Vũ und Trần Quyết Chiến, die mit ihm von der WM angereist waren. Beim 3. Weltcup im Juni 2018 im belgischen Blankenberge belegte er Platz 6, nachdem er im Viertelfinale am Griechen Nikos Polychronopoulos gescheitert war. Mit einer Höchstserie (HS) von 18 stellt er den Turnierrekord und seinen eigenen.

## Erfolge
- Dreiband-Weltmeisterschaft:  2017
- Asian Indoor & Martial Arts Games:   2013 (Einband)
- USBA Open Tournament:  2017
- Binh Duong International:  2017[2]

Quellen: 